# South Uist
South Uist (skotsk gaeliska Uibhist a Deas) är en ö i Yttre Hebriderna i Skottland. Den största orten på South Uist är Lochboisdale. Vid folkräkningen 2001 hade South Uist 1 951 invånare.